# Szymon Krzeszowiec
Szymon Krzeszowiec   (Tychy, 20 d'abril de 1974) és violinista, músic de cambra i pedagog polonès. Músic del Quartet de Corda de Silèsia i membre del Trio Aristos.

## Educació
Szymon Krzeszowiec va néixer a Tychy, Polònia. Va començar la seva formació musical al Complex d'Escoles de Música de l'Estat de Katowice, amb Urszula Szygulska. Més tard, va anar a l'escola musical secundària Karol Szymanowski de Katowice i hi va estudiar amb el professor Paweł Puczek. Com a alumne d'aquesta escola, va guanyar els primers premis en concursos i audicions de tota Polònia. Va participar en acadèmies musicals d'estiu a Łańcut i Żagań.
Entre 1993 i 1997, va estudiar a la classe de violí del professor Roman Lasocki a l'Acadèmia de Música Karol Szymanowski de Katowice (diploma amb distinció). Posteriorment, va estudiar al Conservatori d'Amsterdam amb el professor Herman Krebbers. Va participar en classes magistrals amb artistes com, entre d'altres: Glenn Dicterow, Dmitri Ferschtman, Paweł Głombik, Yair Kless, Krzysztof Węgrzyn i Tadeusz Wroński.

## Competicions
Szymon Krzeszowiec és guardonat en concursos de violí a Poznań (Concurs Nacional de Violí Z. Jahnke), Varsòvia (Concurs de violí T. Wroński Solo) i Brescia (Itàlia), del concurs de música de cambra a Łódź (Kiejstut Bacewicz).

## Activitat artística
Més recentment, l'activitat artística de Szymon Krzeszowiec està dominada per les representacions de cambra, però la seva carrera en solitari encara es desenvolupa.

## Solista
Com a solista, ha actuat amb orquestres com: Orquestra Simfònica de la Ràdio Nacional de Polònia, Sinfonia Varsovia, Filharmònica de Silèsia (Orquestra Simfònica), Orquestra de Cambra AUKSO i moltes altres. Ha actuat sota la batuta dels directors: Mirosław Jacek Błaszczyk, Jacek Boniecki, Leo Brouwer, Tomasz Bugaj, Szymon Bywalec, Sławomir Chrzanowski, Michał Dworzyński, Czesław Grabowski, Jan Wincenty Hawel, Michał Klauza, Nirzow Kosher, Jerzy Kosher Nowak, Charles Olivieri-Munroe, Janusz Slowny, Ahmed el Saedi, Jerzy Salwarowski, Robert Satanowski, Tadeusz Strugała, Jerzy Swoboda, Tomasz Tokarczyk, Tadeusz Wicherek, Piotr Wijatkowski, Tadeusz Wojciechowski, Christoph Wynekzzycki i Jan Mił.

## Cooperació amb pianistes
Durant molts anys, Szymon Krzeszowiec ha tocat amb eminents pianistes: Maria Szwajger-Kułakowska i Wojciech Świtała. Amb aquest últim, Krzeszowiec va gravar el seu primer CD, que contenia les tres sonates per a piano i violí de Johannes Brahms. Va ser publicat el 2001 pel segell Sony Classical. Aquest àlbum va ser nominat al premi «Fryderyk» com a millor enregistrament de música de cambra.
El 2011, va gravar un altre CD de violí i piano, amb un dels principals pianistes suecs, Niklas Sivelöv. Aquest àlbum, anomenat «Fratres», conté peces inspirades en música barroca, escrites per compositors del segle xx. Ha estat publicat pel segell DUX.

## Quartet de corda de Silèsia
Des del 2001, Szymon Krzeszowiec és el primer violinista del Quartet de corda de Silèsia. Els assajos, els enregistraments i les actuacions com a membre d'aquest conjunt s'han convertit en les seves activitats més importants. Com a músic de cambra, Krzeszowiec va tocar amb artistes com, entre d'altres: Max Artved, Detlef Bensman, Bruno Canino, Dmitri Ferschtman, Maciej Grzybowski, Paul Gulda, Krzysztof Jabłoński, Krzysztof Jakowicz, Andrzej Jasiński, Jadwiga Kotnowska, Ralph Kirshbaum, Mats Lidstroem, Waldemar Malicki, Vladimir Mendelssohn, Tomasz Miczka, Bartłomiej Nizioł, Janusz Olejniczak, Bruno Pasquier, Piotr Pławner, Ewa Pobłocka, Dominik Połoński, Niklas Sivelöv, Jan Stanienda, Tomasz Strahl, Piotr Szymyślki. Va actuar o enregistrar amb conjunts com Dominant, Lutosławski, Royal, Stamic, Vanbrugh i Wieniawski quartets de corda.
Als 15 CD enregistrats pel Quartet de Corda de Silèsia amb Krzeszowiec com a primer violinista, hi ha principalment peces de compositors polonesos dels darrers 30 anys. La música de cambra d'aquest període de la música polonesa és sovint interpretada pel Quartet de Corda de Silèsia, ja que la promoció de la música contemporània és un dels objectius del conjunt. El 2002, el Quartet de corda de Silèsia va guanyar el prestigiós premi «Orfeusz», atorgat per l'Associació de Músics Polonesos, per haver estrenat la Simfonia de rituals de Witold Szalonek al Festival «Tardor de Varsòvia».

## Aristos Trio
Mentre estudiava en un centre cultural d'Amsterdam, Szymon Krzeszowiec va conèixer els músics danesos Jakob Kullberg (violoncel) i Alexander Øllgaard (viola). Des del 2004 han actuat com el Trio Aristos. El 2006, aquest conjunt va guanyar prestigiosos concursos de música de cambra a Copenhaguen (Dinamarca) i a Sondershausen (Alemanya). A Dinamarca, el compositor Per Nørgård va contactar amb el Trio Aristos, hi va demanar als músics que estrenessin algunes de les seves obres.

## Ensenyament
Des de 1998, Szymon Krzeszowiec és pedagog de l'Acadèmia de Música Karol Szymanowski de Katowice. També fa classes a l'escola secundària musical Karol Szymanowski. Anualment, des del 2004, imparteix classes magistrals de música de cambra a "l'International Princess Daisy Chamber Arts Festival Ensemble". Sovint, Krzeszowiec imparteix classes magistrals de violí i treballa en jurats de concursos musicals.